# БожеВільні
«БожеВільні» — український повнометражний фільм, історична драма 2023 року режисера Дениса Тарасова, герої якого у 70-ті роки ХХ сторіччя стикаються з винаходом тоталітарної радянської системи — «каральною психіатрією».
Назва фільма у міжнародному прокаті — «DIAGNOSIS: DISSENT».
Світова прем'єра відбулася на Варшавському міжнародному кінофестивалі 13 жовтня 2023 року. Стрічка отримала Special Mention Award у межах секції 1-2 COMPETITION.
У національний прокат фільм вийшов з 31 жовтня 2024 року.
Касові збори - 4,2 мільйони гривень 

## Сюжет
1970-і роки. Молода, творча, волелюбна людина Андрій Довженко з'ясовує той факт, що більшість обвинувачених за статтею «антирадянська діяльність» відправляли не до в'язниці, а до психіатричних лікарень спеціального типу, приписуючи їм вигаданий в кабінетах КДБ діагноз — «повільноплинна шизофренія». Андрій потрапляє до пекла каральної психіатрії. Перед ним постає вибір — співпрацювати із КДБ та повернутися до сім'ї, чи розкрити правду про дисидентів, закатованих у психлікарнях.
Протягом фільму головний герой переживає справжню еволюцію та починає осягати, що саме стоїть за його бунтом проти радянської системи — чи це лише бажання виділитися з натовпу, чи це справжній потяг до свободи волі людини. Андрій Довженко (актор Костянтин Темляк) є збірним образом волелюбної людини, яка потрапила в лещата КДБ через відверте несприйняття божевільних правил комуністичного устрою.

## У ролях
- Костянтин Темляк — Андрій Довженко;
- Наталія Бабенко — Оксана Довженко;
- Сергій Калантай — Валентин Стельмах;
- Ірма Вітовська — Ірина Лахновська;
- Остап Ступка — Микола Худимчук;
- Віталій Салій — Козич;
- Сергій Кисіль  — Віталій Кравець;
- Андрій Мостренко — Рогоза;
- Дмитро Олійник  — Гамлет;
- Олесь Каціон — Санітар Левченко;
- Павло Костіцин — Володимир Прус;
- Анастасія Пустовіт — Медсестра;
- Євген Черников  — Микола Бантиш;
- Олег Стефан — Олег Стефан;
- Артем Мартинішин  — Санітар Товстун;
- Олег Стальчук  — Директор радіо;
- Віктор Жданов  — Батько Гамлета;
- Роман Якимчук  — Жуковець;
- В'ячеслав Бєлозоров  — Морозов;
- Олександр Ганноченко  — Лікар;
- Тамара Морозова  — Лікарка;
- Олександр Григор'єв  — Лікар;
- Антон Соловей  — Колега з радіо;
- Анастасія Атаманчк  — Медсестра реєстратури;
- Григорій Боковенко  — Дід;
- Антон Захарчук  — Привид;
- Олексіій Комаровський  — Баян;

## Творча команда[6]
- Режисер-постановник — Денис Тарасов
- Сценарист — Ксенія Заставська, Олександр Гласенко
- Продюсери — Валерія Іваненко, Артем Колюбаєв, Тарас Босак.
- Оператор-постановник — Євгеній Кирей
- Художник-постановник — Іван Тищенко
- Композитор — Госейн Мірзаголі
- Звукорежисер — Іван Галадюк
- Режисер монтажу — Мікаел Торгомян
- Художниця костюмів — Яна Нікітенко
- Художник гриму — Сергій Маурін
- Кастинг директор — Олена Артьомова
- Консультанти — Семен Глузман, Валерія Іваненко
- Співпродюсери — Володимир Бульба, Максим Лещанка

## Виробництво
Фільм «БожеВільні» став повнометражним дебютом режисера Дениса Тарасова.
«„БожеВільні“ — це історія про нерівну боротьбу однієї маленької особистості проти потужного механізму тоталітарної держави з розгалуженою системою шпигунів та усіляких агентів, які, мов ті паразити, живилися її соками і життями невинних громадян. Очевидно, що побороти такого ворога неможливо без особистої жертви. Дисиденти вели тривалу битву, на кону в якій стояло щось більше, ніж особисте життя. Під загрозою опинялися усі: друзі, колеги, родичі і сім'я. Лише одиниці могли ризикувати цими святими для будь-якого суспільства речами і вперто йти до своєї мети — свободи і демократії», — розповідає режисер Денис Тарасов.
Режисер багато уваги приділяв відтворенню відповідної історичної епохи — декораціям, костюмам, зачіскам, зовнішності акторів та музиці. Перший день режисер знімав, перевдягнувшись у костюм в стилі 70-х — брюки-кльош, сорочка, перука, довге волосся, щоб цілком зануритися в атмосферу та бути на рівні з акторами.
Спеціально для фільму композитор Госейн Мірзаголі створив саундтрек у дусі західного року 70-х, який сприймається, наче невиданий альбом Led Zeppelin. Музиці у стрічці відводиться особлива роль — не лише фону, а символу свободи вибору, драйверу та рушію подій.
Фільм створений за підтримки Державного агентства України з питань кіно.

## Нагороди та номінації[2]
| Рік  | Кінофестиваль                                 | Категорія / Нагорода                                                                                            | Номінант         | Результат |
| ---- | --------------------------------------------- | --- | ---------------- | --------- |
| 2023 | Варшавський міжнародний кінофестиваль         | Спеціальна згадка у конкурсній програмі перших та других повнометражних робіт молодих режисерів Competition 1-2 | «БожеВільні»     | Перемога  |
| 2023 | Варшавський міжнародний кінофестиваль         | Приз глядацьких симпатій                                                                                        | «БожеВільні»     | Перемога  |
| 2024 | Трансильванський міжнародний кінофестиваль    | Секція «Larger than life»                                                                                       | «БожеВільні»     | Номінація |
| 2024 | Одеський міжнародний кінофестиваль            | Національний конкурс: Українські повнометражні ігрові фільми                                                    | «БожеВільні»     | Номінація |
| 2024 | Монреальський міжнародний кінофестиваль       | Найкращий режисер                                                                                               | Денис Тарасов    | Перемога  |
| 2024 | Монреальський міжнародний кінофестиваль       | Найкращий актор                                                                                                 | Костянтин Темляк | Перемога  |
| 2024 | Міжнародний етнографічний кінофестиваль «ОКО» | OKO GLOBAL: Конкурс повнометражних фільмів                                                                      | «БожеВільні»     | Номінація |

## Кінотеатральний прокат
Всеукраїнська прем'єра фільму в кінотеатрах відбудеться 31 жовтня 2024 року.
Кінотеатральну дистрибуцію та промо здійснюватимуть компанії FILM.UA Дистрибуція, у портфелі якої національні та східноєвропейські фільми різного жанру: від авторських стрічок до національних блокбастерів, а також Кіноманія.